# محمد حسام هروی
مولانا محمد حسام با نام محمد ابن حسام یا شمس‌الدین محمد بن حسام هروی ملقب به شمس الدین یا شمس بایسنقری یا شمس سلطانی از خوشنویسان مکتب بایسنقری در سدۀ نهم هجری بود که خود معلم خط بایسنقر میرزا هم بود. از جمله آثار کتابخانهٔ بایسنقر به کتابت او می‌توان گلچین اشعار، کلیله و دمنه و همای و همایون را برشمرد. این کتاب‌ها به سبب کیفیت تصاویر و خطاطی آن‌ها بسیار ممتاز هستند.
وی شاگرد معروف بغدادی است و در کلیۀ خطوط ششگانه و نستعلیق استاد بوده‌است.